# Sven Friberg
Sven Friberg   (Lysekil Parish, 7 de febrer de 1895 - Göteborg, 26 de maig de 1964) fou un futbolista i entrenador suec, que jugava com a migcampista, que va competir durant la dècada de 1910 i 1920.
El 1924 va prendre part en els Jocs Olímpics de París, on guanyà la medalla de bronze en la competició de futbol.
Pel que fa a clubs, defensà els colors del Örgryte IS entre 1914 i 1928. En retirar-se va passar a exercir d'entrenador d'aquest mateix club durant una temporada. Entre 1915 i 1928 jugà 41 partits amb la selecció nacional, en què no marcà cap gol.